# Leistungs- und Finanzierungsvereinbarung
Die Leistungs- und Finanzierungsvereinbarung (Abkürzung LuFV) ist ein Vertrag zwischen der Bundesrepublik Deutschland und der Deutschen Bahn über die Instandhaltung und den Ersatz der Infrastruktur der Eisenbahninfrastrukturunternehmen der Deutschen Bahn (DB InfraGO, DB Energie).
Die Vereinbarung regelt Ersatzinvestitionen und Instandhaltungsaufwendungen. Davon abzugrenzen ist die Finanzierung von Neu- und Ausbaumaßnahmen, die insbesondere über das Bedarfsplanumsetzungsvereinbarung und Finanzierungsvereinbarungen gemeinsam mit den Ländern erfolgt.
Am 14. Januar 2020 wurde die inzwischen dritte Leistungs- und Finanzierungsvereinbarung unterzeichnet. Sie sieht in einem Zeitraum von zehn Jahren Ersatzinvestitionen und Instandhaltung im Umfang von 86 Milliarden Euro vor.
Zum 30. April jeden Jahres hat die Deutsche Bahn einen Infrastrukturzustands- und -entwicklungsbericht (IZB) vorzulegen.
2020 wurden gemäß LuFV 5,3 Milliarden Euro verausgabt.
Das Bundesministerium für Digitales und Verkehr beabsichtigt, mit der DB InfraGO eine neue Leistungsvereinbarung InfraGO (LVInfraGO) abzuschließen.

## Vorgeschichte
Von 1994 bis zur Einführung der ersten LuFV, im Jahr 2009, erfolgte die Finanzierung von Ersatzinvestitionen auf der Grundlage einer Vielzahl von Einzelvereinbarungen zu einzelnen Einzel- und Sammelvereinbarungen. Laufzeiten und Konditionen unterschieden sich im Einzelfall, damit einher ging eine komplexe Antrags- und Verwendungsprüfung. Eine langfristige Finanzierungszusage des Bundes, auf deren Grundlage Planungs- und Baukapazitäten aufgebaut und vorgehalten hätten werden können, fehlte. Im Übrigen fehlten Instrumente zur Messung der Infrastrukturqualität sowie eine Dokumentation der Entwicklung des Netzzustandes. Anfang der 2000er Jahre wuchs sowohl beim Bund als auch bei den Eisenbahninfrastrukturunternehmen der Deutschen Bahn die Erkenntnis, dass das Verfahren der Bestandsnetzfinanzierung grundlegend angepasst werden müsse.
Im Jahr 2004, vor Abschluss der Vereinbarung, konnte eine halbe Milliarde Euro Schieneninvestitionsmittel nicht verbaut werden, nachdem die Freigabe der Haushaltsmittel erst nach Beginn der Hauptbausaison erfolgt war. Diese nicht abgerufenen Mittel wurden weitgehend auf Straßen und Wasserwege umgeleitet. Durch die Leistungs- und Finanzierungsvereinbarung sollen derartige Verzögerungen vermieden werden.
Die Idee der Leistungs- und Finanzierungsvereinbarung entstand vor dem Hintergrund der geplanten teilweisen Kapitalprivatisierung der Deutschen Bahn AG. 2005 war dabei für das Jahr 2006 ein einjähriges Pilotprojekt einer solchen Vereinbarung vorgesehen, um zu ermitteln, wie die Instandhaltung des Schienennetzes einer teilweise privatisierten DB AG geregelt werden könnte. Am 30. Juni 2006 schlug der damalige Bahnchef Hartmut Mehdorn vor, bei einem das Netz der DB einschließenden Börsengang des Unternehmens das Schienennetz bis etwa zum Jahr 2045 oder 2050 vertraglich dem Unternehmen zu überlassen. In der geplanten Leistungs- und Finanzierungsvereinbarung sollte dabei die Möglichkeit für den Bund vorgesehen werden, das Netz bereits zuvor in staatliches Eigentum zurückzuholen, sollten bestimmte Qualitätskriterien nicht eingehalten werden.
Mitte 2007 beschloss das Bundeskabinett einen Gesetzesentwurf, wonach das DB-Netz bei einer teilweisen Kapitalprivatisierung des Unternehmens vollständig im Eigentum des Staates bleiben sollte, wobei dessen Qualität und Unterhalt in einer in dem Gesetz genannten Leistungs- und Finanzierungsvereinbarung geregelt werden sollten. Eine Leistungs- und Finanzierungsvereinbarung war auch im parlamentarischen Antrag zur teilweisen Kapitalprivatisierung der Deutschen Bahn, im Mai 2008, enthalten.

## Erste LuFV
Der am 11. November 2008 geschlossene Vertrag sieht Ersatzinvestitionen durch den Bund in Höhe von 2,5 Milliarden Euro jährlich vor. Die Deutsche Bahn AG verpflichtete sich, jährlich mindestens 500 Millionen Euro an Eigenmitteln für das Schienennetz sowie 1 bis 1,25 Milliarden Euro an weiteren Mitteln aufzubringen. Neu- und Ausbauten sind nicht Gegenstand des Vertrages. Im Rahmen der fünfjährigen Laufzeit stehen insgesamt 973 Millionen Euro für Verbesserungen und Ausbaumaßnahmen des Schienenpersonennahverkehrs zur Verfügung. Die Gelder werden nach einer Quote unter den Bundesländern verteilt. Ein Anteil ist auch für deutsche Strecken auf Schweizer Gebiet vorgesehen.
Die Zuschüsse des Bundes sind an verschiedene Anforderungen geknüpft. So sollen die Bundesmittel nur gewährt werden, wenn das DB-Netz bis 2013 um nicht mehr als zwei Prozent verkleinert wird.
Die Vereinbarung lief zunächst von 2009 bis 2013. Ursprünglich war eine Laufzeit von 10 bis 15 Jahren angestrebt worden. Nach eigenen Angaben habe die Deutsche Bahn in den Jahren 2009 bis 2012 durchschnittlich 1,44 Milliarden Euro für Instandhaltung aufgewendet.
Im Koalitionsvertrag der 17. Wahlperiode vereinbarte 2009 die Schwarz-gelbe Koalition, Instrumente zu schaffen, um Bund und Ländern einen vertiefenden Einblick in die Umsetzung der Leistungs- und Finanzierungsvereinbarung zu geben. Laut Angaben der Bundesregierung wurde 2011 geprüft, ob die LuFV über 2013 fortgeschrieben oder durch ein anderes Finanzierungsinstrument ersetzt werden solle.
Im Rahmen der Verhandlungen sollte ab Mitte 2011 die Einbeziehung einer zusätzlichen Qualitätskennzahl „Kapazität“ erwogen werden.
Die Verhandlungen über einen Folgevertrag begannen im Frühjahr 2012. Strittig war dabei das Ausmaß des Investitionsbedarfs in die Infrastruktur. Die Deutsche Bahn sah einen Investitionsbedarf von 40 Milliarden Euro in einem Zeitraum von zehn Jahren. Davon entfielen 14 Milliarden Euro auf Brücken, 3,9 Milliarden Euro auf Tunnel, 3,7 Milliarden auf Stellwerke, 2,7 Milliarden auf Gleise und 1,77 Milliarden Euro auf Bahnsteige. Die Bundesregierung lehnt zusätzliche Investitionen dagegen ab (Stand: Dezember 2012). Im Zuge der Neufassung sollen laut einem Medienbericht auch strengere Anforderungen an die Qualität des Schienennetzes niedergelegt werden.
Der Bund wollte 2014 erstmals von den in der LuFV vorgesehenen Kontrollrechten Gebrauch machen und auf einer Gesamtlänge von 5000 km eigene Messfahrten vornehmen lassen.

### Kritik
In einem Prüfbericht von Mitte 2011 bemängelt der Bundesrechnungshof, dass wesentliche Informationen im Netzzustandsbericht fehlten. Dieser sei für die „Outputkontrolle bei der Schienenwegefinanzierung bislang nicht geeignet“. Während die DB sich weitestgehend vertragskonform verhalte, habe das Bundesverkehrsministerium nur unzureichende Informationspflichten in der LuFV festgelegt. Kritiker bemängeln ferner, dass die Qualitätskriterien der LuFV zu unbestimmt seien. Darüber hinaus regte er eine externe Kontrolle an.
Der Bundesrechnungshof kritisierte in seinen Bemerkungen zur Haushaltsführung des Bundes 2012 bei einigen Kennzahlen der LuFV „erhebliche Systemmängel“. Die Anforderungen der Bundeshaushaltsordnung würden nur unzureichend erfüllt. 2013 kritisierte er, dass sich der ordnungsgemäße Verlauf der Vergabeverfahren kaum nachvollziehen ließe. Das Eisenbahn-Bundesamt prüfe nur stichprobenartig. Im Jahr 2011 habe die Behörde beispielsweise nur 10 von 1836 vergebenen Aufträgen geprüft, wobei einige nicht gravierende Mängel aufgefallen seien. Die Deutsche Bahn habe eigenständige Prüfungen des Rechnungshofes verweigert.
Der Bund kritisiert aus seiner Sicht unzureichende Möglichkeiten, die im Zuge der LuFV abgewickelten Investitionen der Deutschen Bahn zu kontrollieren. Da der festgestellte Investitionsbedarf insbesondere bei der Instandhaltung deutlich unterschritten worden sei, sei es zwingend erforderlich, Budgets vorzugeben.

## Erneuerung der Vereinbarung
Die ursprüngliche Leistungs- und Finanzierungsvereinbarung zwischen Bahn und Bund endete zum 31. Dezember 2013. Sie sollte vom 18. Deutschen Bundestag bzw. der von den Abgeordneten gewählten Regierung neu ausgehandelt werden. Für eine Übergangszeit wurde im September 2013 die aktuelle Vereinbarung zunächst um zwei Jahre mit leichten Anpassungen verlängert.
Die ursprüngliche Forderung der Deutschen Bahn nach einem jährlichen Investitionsrahmen von 4,5 Milliarden Euro sei laut einem Pressebericht vom Dezember 2012 auf 3,4 Milliarden Euro zurückgegangen. Die Bundesregierung habe überlegt, die bestehende Vereinbarung zunächst weiterlaufen zu lassen, bis eine bessere Qualitätskontrolle ausgehandelt ist.
Nach Planungen von Frühjahr 2013 sollte die Deutsche Bahn für die Jahre 2013 und 2014 jeweils 250 Millionen Euro zusätzliche Mittel erhalten. Als Schwerpunkte galten der barrierefreie Ausbau von Verkehrsstationen und Eisenbahnbrücken. Nach einer im September 2013 geschlossenen Vereinbarung sollten in den Jahren 2013 und 2014 500 Millionen Euro aus dem Budget für Neubauprojekte in die Mittel zum Substanzerhalt umgeschichtet werden.
Die LuFV sollte nach der Bundestagswahl 2013 neu ausgehandelt werden. Dabei sollten neue Prüfkriterien eingeführt werden, beispielsweise den Zustand von Brücken. Der jährliche Bundeszuschuss sollte ab 2016 auf drei Milliarden Euro angehoben werden. Daneben sollte die Deutsche Bahn 500 Millionen Euro beisteuern. Im Entwurf für den Bundeshaushalt 2015 wurden drei Milliarden Euro eingestellt und damit ein Zwischenstand der Verhandlungen zwischen Bund und DB abgebildet. Bis 2019 solle der Betrag auf 3,9 Milliarden Euro steigen. Im Gegenzug für die zusätzlichen Mittel solle die DB schärfere Vorgaben beim Mitteleinsatz befolgen.
Für den deutschen Fernstraßenbau wird ebenfalls die Einführung einer Leistungs- und Finanzierungsvereinbarung zwischen dem Bund und den Ländern erwogen (Stand: 2012). Dabei würde der Bund für Unterhalt und Sanierung seiner Straßen den Ländern über jeweils fünf Jahre einen Fixbetrag zur Verfügung stellen, die Länder würden im Gegenzug eine definierte Qualität der Verkehrswege garantieren. Eingesparte Mittel könnten von den Ländern freizügig verwendet werden.

## Zweite Leistungs- und Finanzierungsvereinbarung
Im Rahmen der LuFV II sollen die Gewinne der Eisenbahn-Infrastrukturunternehmen der Deutschen Bahn vollständig an den Bund überwiesen und von diesem ohne Abstriche in die Infrastruktur investiert werden. Ab 2015 sollte der Bund durchschnittlich vier Milliarden Euro pro Jahr Ersatzinvestitionen zur Verfügung stellen, die DB soll jährlich durchschnittlich 1,5 Milliarden Euro an Eigenmitteln für Instandhaltung.
Der Haushaltsausschuss des Deutschen Bundestages stimmte der LuFV II am 17. Dezember 2014 zu.
Die LuFV II sieht eine Beteiligung des Bundes an Ersatzinvestitionen in den Jahren 2015 bis 2019 mit Beträgen zwischen 3,1 und 3,5 Milliarden Euro vor. Dividendenzahlungen der Deutschen Bahn an den Bund, in einem erwarteten Umfang von bis zu 650 Millionen Euro pro Jahr, werden diese ebenfalls für Ersatzinvestitionen zur Verfügung gestellt. Im Zeitraum zwischen 2015 und 2019[veraltet] sollen 12 Milliarden Euro in den Oberbau, 4 Milliarden Euro in die Leit- und Sicherungstechnik, 3 Milliarden Euro in (mindestens 875) Brücken, eine Milliarde in Tunnel sowie 8 Milliarden Euro in weitere Gewerke (z. B. Telekommunikation, Energieanlagen) investiert werden. Im Vergleich zu ersten LuFV sollen rund acht Milliarden Euro zusätzlich investiert werden. In Spitzenzeiten sollen 850 Baustellen pro Tag laufen, rund 1700 Mitarbeiter sollen zusätzlich eingestellt werden.
2018 wurden 3,95 Milliarden Euro Haushaltsmittel als LuFV-Mittel bereitgestellt. 2019 waren es 4,15 Milliarden Euro.
Die LuFV II ist teilweise öffentlich. Eine Version des Infrastrukturzustands- und -entwicklungsberichts mit als Betriebs- und Geschäftsgeheimnissen deklarierten Abschnitten, das Infrastrukturkataster, Informationen zu Streckenmerkmalen und -geschwindigkeiten sowie Messzug- und IIS-Infrastrukturdaten werden unter Verschluss gehalten.

## Dritte Leistungs- und Finanzierungsvereinbarung
Der Abschluss der LuFV III war bereits 2015 für 2020 vorgesehen. Die Arbeiten an der Vereinbarung begannen Mitte 2017.
Sie sollte zunächst von 2020 bis 2024 laufen.  Im Frühjahr 2019 waren Investitionen von 83 Milliarden Euro vorgesehen, davon 52 Milliarden Euro Bundes- und 31 Milliarden Euro DB-Eigenmittel. Zum Mittelbedarf holte das Verkehrsministeriums ein Gutachten ein, zu dem eine auf den 30. April 2019 datierte Ergebnispräsentation veröffentlicht wurde.
Der Ausschuss für Verkehr und digitale Infrastruktur des Deutschen Bundestags stimmte am 13. November 2019 dem Entwurf der LuFV III zu. Er sieht für die Jahre 2020 bis 2029 insgesamt 86,2 Milliarden Euro an Instandhaltungsmitteln vor, 59 Prozent mehr als in der LuFV II hinterlegt. Die DB soll dabei 24,2 Milliarden Euro an Eigenmitteln beisteuern, 41 Prozent mehr als bislang.
Am 14. Januar 2020 unterzeichneten Bundesverkehrsminister Andreas Scheuer, der Vorstandsvorsitzende der DB AG, Richard Lutz, sowie DB-Infrastrukturvorstand Ronald Pofalla im Beisein von Bundesfinanzminister Olaf Scholz die nunmehr endgültige Fassung der dritten Leistungs- und Finanzierungsvereinbarung (LuFV III). Sie sieht bis 2030 für Ersatzinvestitionen und Instandhaltung insgesamt 86 Milliarden Euro vor. Davon sollen 62 Milliarden Euro durch den Bund und 24 Milliarden durch die DB (mit Eigenmitteln) finanziert werden. Dies bedeutet eine Erhöhung der Eigenmittel der DB gegenüber der LuFV II um 44 %. Jährlich sollen 2000 Kilometer Gleis sowie 2000 Weichen erneuert werden. 2000 weitere Eisenbahnbrücken sollen erneuert werden. Für Stellwerkstechnik sind rund sieben Milliarden Euro vorgesehen. Die Vereinbarung trat rückwirkend zum 1. Januar 2020 in Kraft.
Am 25. Juli 2024 wurde ein erster Nachtrag zur LuFV III unterzeichnet. Durch diesen wurde der Infrastrukturbeitrag des Bundes für das Jahr 2024 von 4642,5 Mio. Euro auf 4736 Mio. Euro erhöht. Die Vereinbarung sieht außerdem in den Jahren 2023 und 2024 Investitionen der Deutschen Bahn von insgesamt 4375 Mio. Euro vor, die sich aus einer Eigenkapitalerhöhung in gleicher Höhe ergeben.
Durch eine im Juni 2024 beschlossene Änderung Bundesschienenwegeausbaugesetzes wird dem Bund die Möglichkeit eröffnet, sich auch an Kosten für die Instandhaltung der Eisenbahninfrastruktur zu beteiligen. Auf diese Weise soll die Finanzierung der sogenannten Generalsanierungen geregelt werden. Parallel wurde ein Nachtrag zur LuFV III verhandelt, der die Finanzierung von Instandhaltungsmaßnahmen regeln soll und in der außerdem Qualitätsverbesserungen vertraglich vereinbart werden. Dieser Nachtrag war Voraussetzung dafür, dass 2,74 Mrd. Euro aus dem Bundeshaushalt an die DB InfraGO abfließen konnten. Damit sollen Kosten aus den Jahren 2023 und 2024 für Instandhaltungsmaßnahmen und die Generalsanierung gedeckt werden, die zunächst von der Deutschen Bahn vorfinanziert wurden. Entsprechende Beschlüsse des Verkehrs- und des Haushaltsausschusses des Bundestags kamen vor dem Bruch der Ampelkoalition nicht mehr zustande. Erst am 19. Dezember 2024 wurde der zweite Nachtrag zur LuFV III freigegeben. Zuvor hatte die Unionsfraktion angekündigt, das Vorhaben erst nach der Vertrauensfrage des Bundeskanzlers Olaf Scholz zu unterstützen.

### Finanzierungselemente
Die Finanzierungselemente setzen sich wie folgt zusammen:
1. Mittel für Ersatzinvestitionen (d. h. Abriss und Neubau bestehender Infrastruktur) aus dem Bundeshaushalt, der sog. Infrastrukturbeitrag (§ 2.1).
2. Rückführung der an den Bund ausgezahlten Dividende der DB an die Eisenbahninfrastrukturunternehmen (EIU) der DB für Ersatzinvestitionen. Deren erwartete Höhe ist in der Vereinbarung beziffert, die sog. geplante Dividende (§ 2a.1).
3. Eigenmittel der EIU für Ersatzinvestitionen, den sog. Mindesteigenbeitrag (§ 8.2).
4. Eigenmittel der EIU für die Instandhaltung und Pflege bestehender Infrastruktur, den sog. Instandhaltungsbeitrag (§ 4.2).

|                        | 2020    | 2021    | 2022    | 2023    | 2024    | 2025    | 2026    | 2027    | 2028    | 2029    | Gesamt |
| ---------------------- | ------- | ------- | ------- | ------- | ------- | ------- | ------- | ------- | ------- | ------- | ------ |
| Ersatzinvestitionen    |         |         |         |         |         |         |         |         |         |         |        |
| Infrastrukturbeitrag   | 4.642,5 | 4.642,5 | 4.642,5 | 4.642,5 | 4.642,5 | 5.342,5 | 5.542,5 | 5.642,5 | 5.742,5 | 5.942,5 | 51.425 |
| Geplante Dividende     | 650     | 650     | 650     | 650     | 650     | 700     | 700     | 700     | 700     | 700     | 6.750  |
| Mindesteigenbeitrag    | 125     | 125     | 125     | 125     | 125     | 150     | 150     | 150     | 150     | 150     | 1.375  |
| Instandhaltung         |         |         |         |         |         |         |         |         |         |         |        |
| Instandhaltungsbeitrag | 1.920   | 1.920   | 1.920   | 2.020   | 2.060   | 2.110   | 2.140   | 2.170   | 2.200   | 2.250   | 22.780 |
| Summe                  | 7337,5  | 7337,5  | 7337,5  | 7437,5  | 7477,5  | 8302,5  | 8532,5  | 8662,5  | 8792,5  | 9042,5  | 82.330 |

1. ↑  Mindestens 22.780 Millionen Euro (§ 4.1), also mehr als die Summe der Einzelposten in Höhe von 20.170 Millionen Euro.
2. ↑  Die Differenz zu den in der Presse genannten 86 Milliarden Euro ergibt sich aus den für das Bestandsnetz relevanten Investitionen in Ausbauvorhaben des Bedarfsplans in Höhe von 3.850 Millionen Euro, die ebenfalls im Vertragstext erwähnt sind.
3. ↑  Unter Berücksichtigung von A 1.

Kommen die EIU ihren vorgesehenen Eigenbeiträgen nicht nach, reduziert der Bund für jede verfehlte Million Euro seinen Beitrag um ebenfalls eine Million Euro, in Form der Erhebung einer Pönale. Weiterhin werden Pönale für die Verfehlung der vorgesehenen Investitionsmaßnahmen erhoben. Diese Pönale sind jedoch auf zusammen 500 Millionen Euro (bei mehr als 7 Verfehlungen) über die gesamte Laufzeit der Vereinbarung gedeckelt.

### Kritik
Der Bundesrechnungshof kritisiert die langfristige Bereitstellung der Mittel und spricht sich für eine Bereitstellung in Zwei-Jahres-Scheiben aus. Ferner solle das Inkrafttreten der Vereinbarung von der Erfüllung parlamentarischer Forderungen abhängig gemacht werden, vor Freigabe weiterer Tranchen der Erfolg kontrolliert werden und Parlamentsvorbehalte in das Vertragswerk aufgenommen werden.
Die nicht-bundeseigenen Eisenbahnen kritisieren im Wettbewerber-Report 2019/20 den hohen Anteil an Eigenmitteln der DB und vor allem deren Bezeichnung als Eigenmittel. Diese Mittel würden letztlich durch die Trassenpreise finanziert, deren Kosten jedoch durch die Eisenbahnverkehrsunternehmen aufgebracht werden müssen. Zudem generiere der Konzern Deutsche Bahn AG seinen Gewinn im Wesentlichen aus den Überschüssen der Infrastrukturgesellschaften.
Philipp Nagl, Vorstandsvorsitzender der DB Netz AG, wies 2022 darauf hin, dass auch die aktuelle Leistungs- und Finanzierungsvereinbarung nicht ausreiche, um die weitere Überalterung der Infrastruktur aufzuhalten. Zusätzliche staatliche Mittel würden durch steigende Baukosten wieder kompensiert.

## Ausblick
Ende 2023 war zum 1. Januar 2025 beabsichtigt, die Leistungs- und Finanzierungsvereinbarung durch eine neue Leistungsvereinbarung InfraGO (LVInfraGO) mit der geweinwohlorientierten Infrastrukturgesellschaft DB InfraGO abzulösen. Auf diese Weise sollte die bestehende Finanzierungsstruktur überarbeitet und vereinfacht werden sowie eine stärkere Steuerung der Infrastrukturmaßnahmen erfolgen.